# Vouapa simira
Vouapa simira là một loài thực vật có hoa trong họ Đậu. Loài này được Aubl. miêu tả khoa học đầu tiên năm 1775.